# San Pablo Macuiltianguis
San Pablo Macuiltianguis là một đô thị thuộc bang Oaxaca, México. Năm 2005, dân số của đô thị này là 956 người.